# Auletta sessilis
Auletta sessilis är en svampdjursart som beskrevs av Topsent 1904. Auletta sessilis ingår i släktet Auletta och familjen Axinellidae. Inga underarter finns listade i Catalogue of Life.